# Antanas
Antanas est un prénom masculin lituanien célébré le 13 juin  et dérivé d'Antonius et d'Anthony.

## Prénom
Ce prénom est porté par :
- Antanas Andrijauskas (en) (né en 1948), professeur et philosophe lituanien
- Antanas Avižienis (né en 1932), informaticien lituanien
- Antanas Bagdonavičius (né en 1938), rameur lituanien
- Antanas Baranauskas (en) (1835-1902), poète lituanien
- Antanas Ričardas Druvė (en) (1867-1919), officier russe
- Antanas Guoga (né en 1973), joueur professionnel de poker lituanien
- Antanas Gustaitis (1898-1941), ingénieur aéronautique lituanien
- Antanas Janauskas (en) (1937-2016), réalisateur et écrivain lituanien
- Antanas Jaroševičius (en) (1870-1956), peintre lituanien
- Antanas Juška (en) (1819-1880), prêtre catholique lituanien
- Antanas Karoblis (en) (1940-2007), homme politique lituanien
- Antanas Kavaliauskas (né en 1984), joueur soviéto-lituanien de basket-ball
- Antanas Krištopaitis (en) (1921-2011), peintre et ethnographe lituanien
- Antanas Lingis (en) (1905-1941), joueur lituanien de football
- Antanas Maceina (en) (1908-1987), philosophe et théologien lituanien
- Antanas Mackevičius (en) (1828-1863), prêtre lituanien
- Antanas Merkys (1877-1955), homme d'État lituanien
- Antanas Mikėnas (1924-1994), athlète lituanien
- Antanas Mockus (né en 1952), mathématicien et homme politique colombien
- Antanas Pocius (en) (1913-1983), compositeur lituanien
- Antanas Purėnas (en) (1881-1962), chimiste et homme politique lituanien
- Antanas Račas (en) (1940-2014), homme politique lituanien
- Antanas Rekašius (1928-2003), compositeur lituanien
- Antanas Sileika (en) (né en 1953), nouvelliste et critique canado-lituanien
- Antanas Smetona (1874-1944), homme politique lituanien
- Antanas Sireika (né en 1956), entraineur lituanien de basket-ball
- Antanas Škėma (1910-1961), écrivain et acteur lituanien
- Antanas Smetona (1874-1944), homme politique lituanien
- Antanas Sniečkus (1903-1974), homme politique communiste lituanien
- Antanas Strazdas (en) (1760-1833), prêtre lituanien
- Antanas Sutkus (né en 1939), photographe lituanien
- Antanas Tumėnas (1880-1946), juriste et homme d'État lituanien
- Antanas Valionis (né en 1950), homme politique lituanien
- Antanas Venclova (en) (1906-1971), homme politique soviéto-lituanien
- Antanas Vienuolis (en) (1882-1957), écrivaine dramatiste lituanien
- Antanas Vileišis (en) (1856-1919), homme public lituanien
- Antanas Vinkus (en) (né en 1942), diplomate lituanien
- Antanas Žmuidzinavičius (en) (1876-1966), peintre et collectionneur lituanien
- Antanas Žukauskas (né en 1939), sculpteur et graveur lituanien

## Référence
1. ↑  (en) Behind the Name Lithuanian Name Days. Retrieved 14 July 2019.
2. ↑  (en) « Antanas », sur Name-doctor.com (consulté le 3 septembre 2019)